# Ko Yao
Ko Yao (en tailandés:เกาะยาว)  es un distrito (Amphoe) en la provincia de Phang Nga, al sur de Tailandia.
El distrito de menor importancia Ko Yao fue establecido en 1903 como una parte subordinada del distrito Phang Nga Mueang . El 1 de enero de 1988 pasó a ser un distrito superior.
El distrito abarca varias islas del archipiélago de Ko Yao dentro de la bahía de Phang Nga, cerca de la isla de Phuket. Las dos islas principales son llamadas Ko Yao Yai y Ko Yao Noi (gran isla larga y pequeña isla larga). La primera es la isla menos desarrollada, mientras que la segunda dispone de opciones de alojamiento. Entre las mejores playas de Ko Yao Noi se encuentran Koh Yao Beach o Pasai Beach. 
Los extremos norte de las islas son parte del parque nacional de Ao Pang Nga. La mayoría de la población son musulmanes suníes. La religión musulmana se introdujo en el siglo XIII por parte de los comerciantes árabes.